# The Battle of the Sexes (pel·lícula de 1914)
The Battle of the Sexes és una pel·lícula muda estrenada el 12 d'abril de 1914 dirigida per D.W. Griffith i protagonitzada per Donald Crisp i Lillian Gish entre d'altres. Es considera una pel·lícula perduda i solament se’n conserva un fragment. Griffith va rodar una nova versió de la pel·lícula el 1928.

## Argument
Frank Andrews és un afortunat home de negocis de mitjana edat que viu feliç amb la seva dona i els seus dos fills, John i Jane. La seva tranquil·litat familiar es veu interrompuda amb l'arribada de Cleo, la nova veïna. Tot comença quan Cleo, en deixar la porta obert, permet que Frank li vegi els turmells. Més tard, cala foc al seu apartament amb una cigarreta, i crida a en Frank que l'ajudi. En veure-la amb negligée, Frank no se’n pot estar i li fa un petó apassionat, iniciant així la seva aventura clandestina. Gradualment, Frank es mostra cada cop menys atent pels seus negocis i la seva família, preferint passar més temps amb Cleo fent-li regals ben cars.
La senyora Andrews acaba assabentant-se de l'afer, un dia que amb la seva filla el veuen ballant un tango en un club. Torna a casa desfeta en llàgrimes però malgrat tot no diu res al seu marit. Els dies passen i la salut i el seny de la dona declinen. Jane, decideix matar Cleo per acabar amb la tortura que pateix la seva mare. Amb un revòlver a la mà, entra a l'apartament de Cleo i la troba sola. Tot i proposar-s'ho es veu capaç de disparar. Finalment, apel·la a la bona voluntat de la dona explicant-li l'estat en que es troba la seva mare i mostrant-li la nota del seu pare que ha trobat on diu a la seva dona que la pensa deixar. De la conversa entre les dues dones sorgeix la comprensió mútua i acaben preparant un pla per acabar amb aquella aventura. L'endemà, quan Frank visita Cleo es troba in antic amant de d'aquesta intentant seduir Jane. El pare retreu amargament a la seva filla la seva actitud però Jane replica fent-li veure que ell ha actuat de manera molt pitjor. Frank s'adona del seu error i es reconcilia amb la seva família després que Cleo abandoni el seu apartament.

## Repartiment
- Donald Crisp (Frank Andrews)
- Lillian Gish (Jane Andrews)
- Robert Harron (John Andrews)
- Mary Alden (senyora Andrews)
- Owen Moore (antic amant de Cleo)
- Fay Tincher (Cleo)
- W. E. Lawrence

Algunes fonts assenyalen que a més a més, també hi van actuar Mack Sennett i Rodolfo Valentino en la que seria la seva primera aparició de en una pel·lícula, on actuaria com a extra fent de ballarí. També va suposar el descobriment de Fay Tincher per part de Griffith, la qual únicament havia fet fins al moment alguns papers en pel·lícules d'una o dues bobines.

## Producció
Griffith acabava d'abandonar la Biograf per treballar per a la Reliance/Majestic i aquesta va ser la seva primera pel·lícula allà. La pel·lícula va ser una de les primeres de cinc bobines que es van estrenar, va tenir un cost de 2.500 dòlars i uns beneficis de 400.000 dòlars. Basada en una història de David Corson Goodman, el seu títol provisional era “The Single Standard”.